# 聖フランシスコ・ザビエルの奇蹟 (ルーベンス)

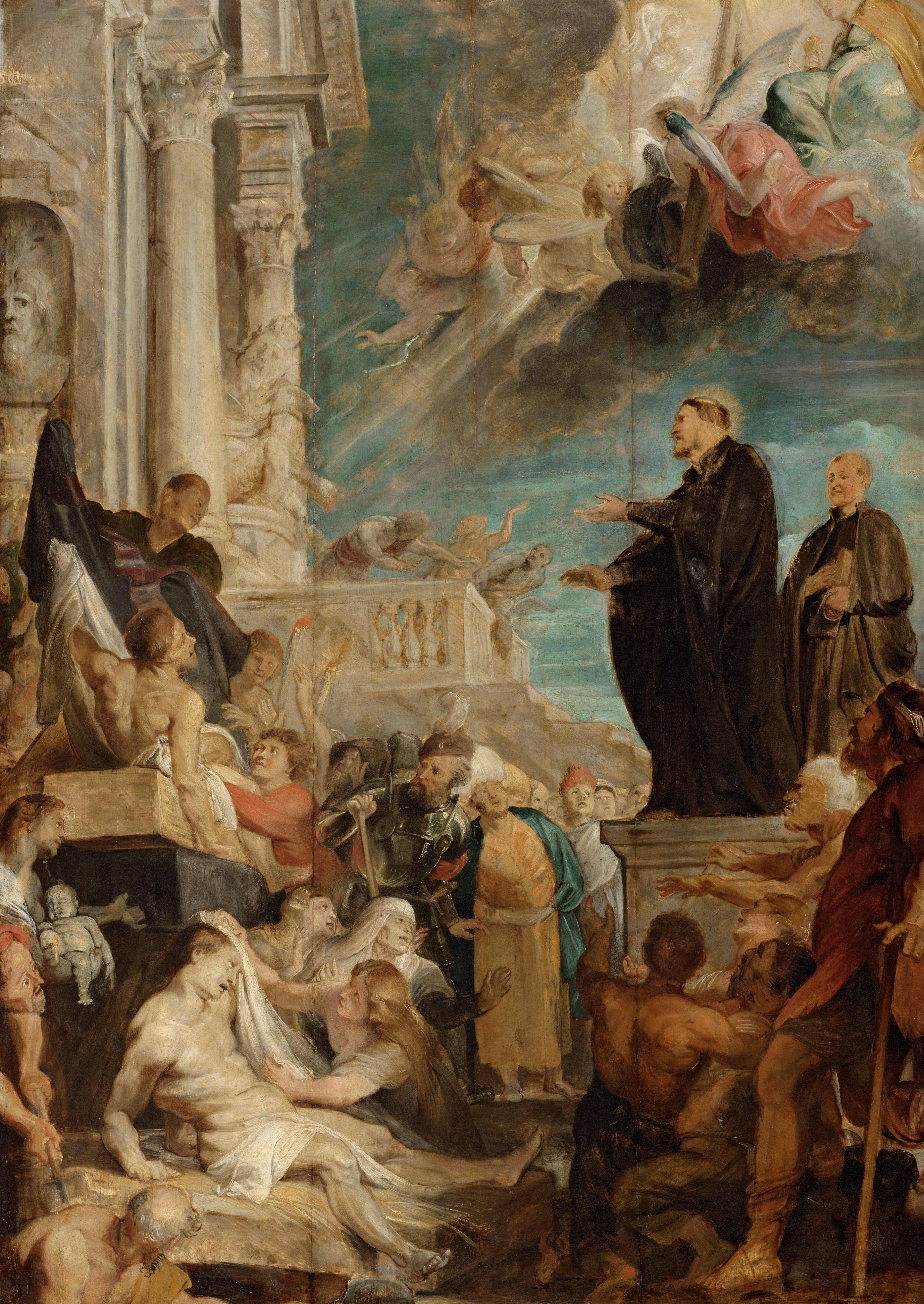
ルーベンス『聖フランシスコ・ザビエルの奇蹟』の下絵 (美術史美術館、ウィーン)

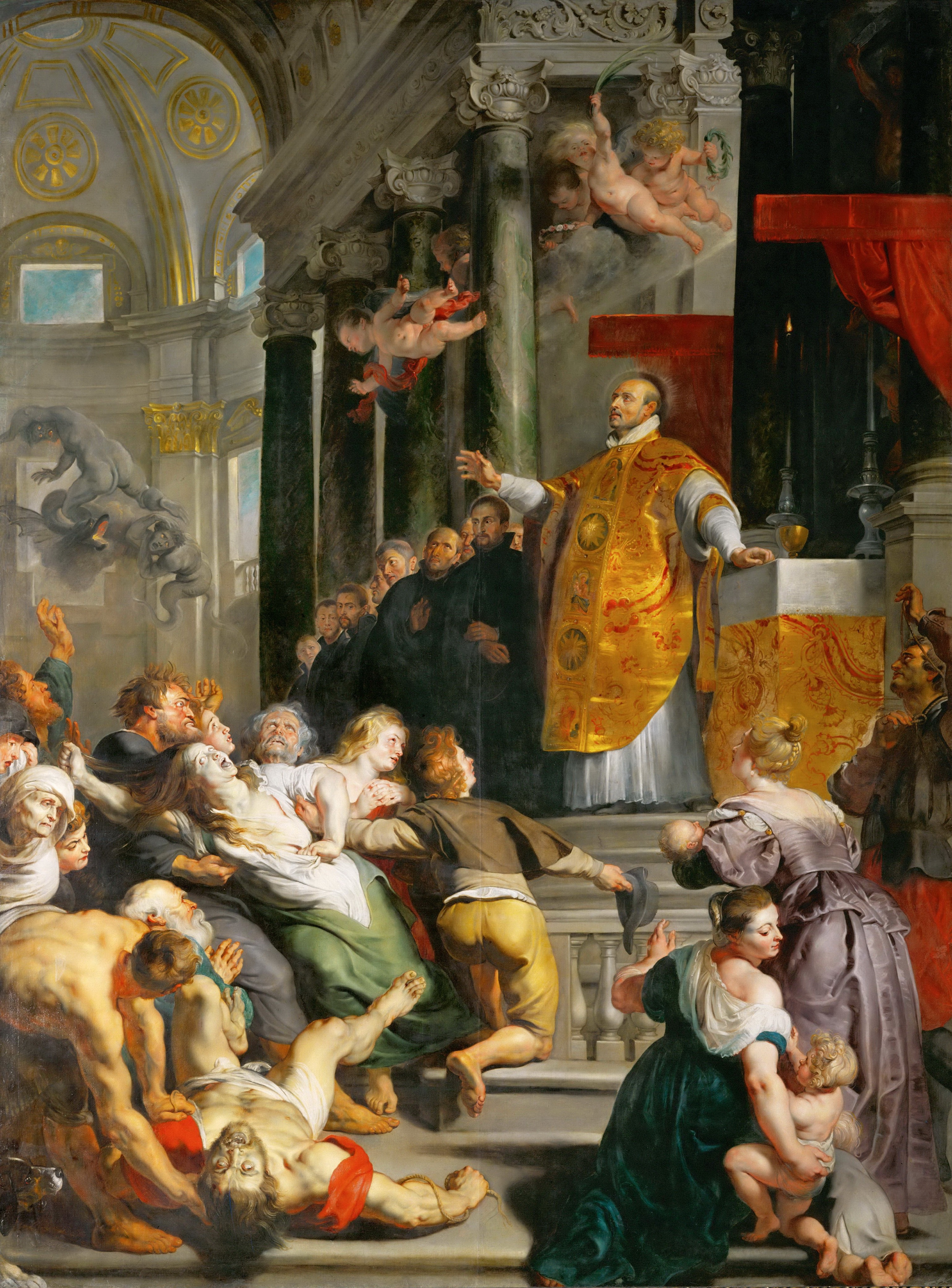
ルーベンス『聖イグナチオ・デ・ロヨラの奇蹟』 (美術史美術館、ウィーン)

『聖フランシスコ・ザビエルの奇蹟』（せいフランシスコ・ザビエルのきせき、独: Wunder des hl. Franz Xaver、英: The Miracles of St. Francis Xavier）は、フランドルのバロック期の巨匠ピーテル・パウル・ルーベンスが1617年、または1618年にキャンバス上に油彩で制作した大祭壇画である。本来、アントウェルペンのイエズス会士たちにより、今日、聖カロルス・ボロメウ教会の名で知られる彼らの教会のために委嘱されたが、現在、その下絵とともにウィーンの美術史美術館に所蔵されている。絵画は聖フランシスコ・ザビエルがアジアでの伝道中に起こした奇蹟の数々を描いており、アジアとアフリカの多数の人々とともに背景にはヒンドゥー教の偶像が表されている。なお、ルーベンスは、本作と対になる『聖イグナチオ・デ・ロヨラの奇蹟』 (美術史美術館) も描いた。

## 歴史
1620年に、ルーベンスとアントウェルペンのイエズス会長ヤコブス・ティリヌスの間で契約が取り交わされた。その契約によると、ルーベンスは教会のために少なくとも39点の天井画と2点の祭壇画用大型絵画を制作する義務を負い、1万フロリンを支払われるというものであった。2点の祭壇画用大型絵画は交互に展示されることになっていたが、本作と『聖イグナチオ・デ・ロヨラの奇蹟』がそれら2点の大型絵画となった。契約が署名されるまでに、2点の祭壇画はすでに完成していた。本作は、1619年にフランシスコ・ザビエルが列聖される前に完成した。
聖カロルス・ボロメウ教会が1773年に火事で閉鎖となった後の1776年に、本作は『聖イグナチオ・デ・ロヨラの奇蹟』とともにオーストリアの女帝マリア・テレジアに購入された。現在、両作はウィーンの美術史美術館に所蔵されている。

## 作品
中心人物である聖フランシスコ・ザビエルは、青年僧を従えて祭壇画右側の壇上に立っている。ルーベンスは、壇上の司令官の部下に対する演説を表す古代ローマ美術の形式をこの図像に借用した。多くの奇蹟を行うザビエルを示すために異なる出来事が組み合わされ、用いられている。左側では、赤ん坊が母親に抱かれている。赤ん坊の口からは水が吐き出されている。死から蘇っている人々がいる。母親と赤ん坊の隣には、ルーベンスの『最後の審判』 (アルテ・ピナコテーク、ミュンヘン)  中の人物に類似した男がいる。上部左側の2本の円柱の間には、王冠を被り、身体の中央に口を開けている彫像があるが、それは転落しているかのような姿勢をしている。右側には、腕を伸ばしている盲目の男がいる。

### 人物習作
この祭壇画が完成する前に、ルーベンスはモデルの人物を前にして数多くの習作を制作した。変更された箇所の大半は、人物の形態と身振りに関するものであった。ルーベンスは、ザビエルが人々の病を癒していることを示すポーズを彼に与えるためにその身振りを描いた習作を制作した。また、ザビエルが奇蹟を起こした人々を描いた習作も制作された。ルーベンスは、絵画が遠くからどう見えるかを考え、画面を柔和にすることで遠近法を工夫した。

## 対抗宗教改革
対抗宗教改革の結果、ルーベンスの絵画はカトリックの教義に強く焦点を当てたものとなった。彼の絵画には、多くのダイナミックな動き、ほとんど見えない輪郭線、種々の色調が見られる。この祭壇画では奇蹟が主題となっており、ザビエルに奇蹟を起こし、ローマ・カトリック教会への信仰を回復させる能力があったことが表されている。本作におけるザビエルの能力は、彼が列聖される際の審査のための一環として宣伝用に用いられた。死者を蘇らせる彼の能力は、彼を天上の人々に近づけたのである。

## 解釈
本作の場面は、ザビエルのアジアへの伝道活動にもとづいていると提言されている。人々は、これらの伝道活動で彼が起こした奇蹟に関する言葉を広めた。研究者は、ルーベンスがテオドーレ・デ・ブライからアジアの地理と歴史に関する情報を得たことを知っている。ルーベンスはこの情報とヨーロッパ文化に関する情報を用い、両方の文化を組み合わせた場面を生み出した。母親に抱かれ、水を吐き出している赤ん坊は、ザビエルがインドで溺れた赤ん坊を蘇らせた出来事を象徴していることが知られている。画面中央には韓国の装束を身に着けた男たちがいるが、彼らは当初、ザビエルが奇蹟を行う能力に疑義を挟んだ人々を象徴する。 彼らは結局、ザビエルの能力を認めることになった。

### ヒンドゥー教の偶像
画面上部左寄りの王冠を被る彫像はヒンドゥー教の偶像であると解釈されている。ルーベンスは、自身が得たインドの彫像や旅行記の情報にもとづいてこの偶像を描いた。また、ルーベンスはアントウェルペンで取引されていたインドの商品からも情報を得ていた。この偶像はインドの神に関するヨーロッパの解釈にしたがっているが、ヨーロッパではヒンドゥー教の偶像は悪魔的な人物像として見られていた。偶像は身体中央部に口を開けており、それはヨーロッパの芸術では悪魔を表したのである。偶像の位置とザビエルの身振りは、ザビエルが偶像を攻撃する天国のヴィジョンを見せていることを示している。この場面が表しているのは、 ザビエルがインドにいた時期に人々にカトリック教会に従い、彼らの以前の宗教を表したものを捨て去るよう説き伏せたことである。

### ペストの犠牲者
研究者たちは、ルーベンスがどのようにして死病である腺ペストについての情報を得たのか確定できない。ルーベンスはこの病に罹ったことがなかったからである。彼がペストに関する論文を通して情報を得た可能性はある。また、ティントレットが制作した絵画『疫病患者を癒す聖ロクス』によりインスピレーションを得た可能性もあり、実際、ティントレットの作品には本作の男性像と類似した姿勢の人物像が見られる。本作の画面下部左側にいる男性は腺ペストの患者であったという仮説が出されている。彼の姿勢は、腺ペストを描いた他の絵画を参照にしたものであるという提言もなされているが、これら他の絵画の中にはルーベンスの別の作品『パオラの聖フランシスコ』が含まれる。研究者たちは、腺ペストは人物の露わになった腕によって象徴されているという説を出している。

### 中国人

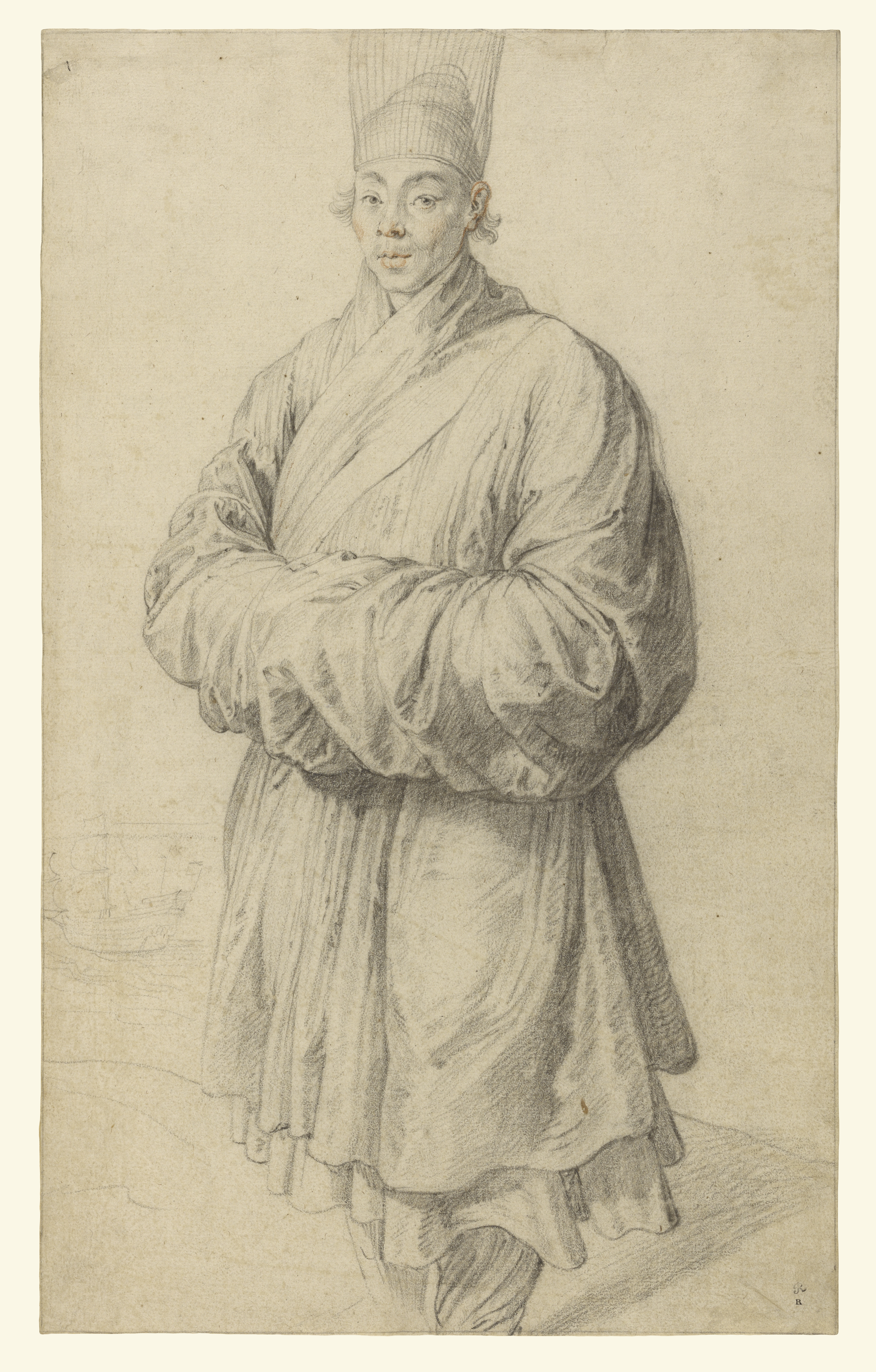
『韓国の装束の男』1617年頃、黒と赤のチョーク、J・ポール・ゲッティ美術館

本作の中央には韓国の装束を身に着けた人物が見える。彼は、ルーベンスの素描『韓国の装束の男』 (1617年頃、J・ポール・ゲッティ美術館) の人物に類似している。ルーベンスは、劇的な効果を出すために自身の絵画で外国の装束を用いた。この人物は元々トルコの装束を身に着けるはずであったが、イエズス会士たちは彼らのアジアでの活動を表すためにさまざまな衣装が描かれることを望んだ。彼らは17世紀には韓国と直接的な関係を持っていなかったが、中国における活動により韓国についての知識を得た。イエズス会士たちは、芸術作品に外国の衣装を示すことにより彼らの国外で勝利と活動を表現したのである。本作における韓国の衣装は、異教徒を原始的な地位に落とす一方で、カトリックの優位性を象徴する。最近の研究では、韓国の装束を身に着けた男は、実際は明時代の中国人カトリック教徒イポーンであるということが明らかになった。衣装の類似性により、混同が起きたのである。